# Gaspar Ángel Tortosa Urrea
Gaspar Ángel Tortosa Urrea (Villena, Alt Vinalopó, 12 de juny de 1966) és un compositor valencià.

## Biografia
Va iniciar els seus estudis de clarinet amb el seu oncle José Urrea. Va ingressar en la Banda Municipal de Villena en 1979, i en va ser membre durant 17 anys en els quals va ser clarinet principal, sotsdirector i director. A més a més, va ser nomenat "músic de l'any" en 1989.
En 1988 obté el títol de professor superior de clarinet en el Real Conservatori Superior de Música de Madrid amb el catedràtic i solista de l'Orquestra Nacional d'Espanya Vicente Peñarrocha. Continua els seus estudis en el Conservatori Superior Oscar Esplà d'Alacant amb el catedràtic Gregorio Jiménez, on obté el premi extraordinari d'harmonia i matrícula d'honor en contrapunt.
De 1991 a 1996 va dirigir la Coral Ambrosio Cotes de Villena. Des de 1988 és professor de clarinet del Conservatori Professional Municipal de Villena i a més és solista de clarinet de l'Orquestra Simfònica del Teatre Chapí.
Una altra de les seves facetes musicals és la composició. Ha escrit nombroses composicions de música de cambra, música coral, música festera, música lleugera, música per a sintetitzador, etc. Ha aconseguit els següents premis:
- Primer Premi de Pasdoble d'Onil (1998) amb motiu del 350 Aniversari del Miracle de la Verge.
- Primer Premi d'Oriola (1999) en l'IV Concurs Nacional de Composició de Marxes Processionals.
- Primer Premi de Callosa d'en Sarrià (2001) en el VII Concurs Nacional de Música Festera modalitat Marxa Mora.

## Composicions

### Marxamora
- 1991 Ibrahim
- 1992 Desierto
- 1995 Isaías
- 1997 Antonio Martínez "El Gusano"
- 1999 El último mohicano
- 1999 Titánic
- 2000 Celia
- 2001 Leyenda
- 2001 The misión
- 2004 Benimerines de plata
- 2004 Blas Gisbert
- 2004 Letur

### Marxacristiana
- 1995 Carpe diem
- 1995 Torneo
- 1997 Armas de la luz
- 1998 Conquista el paraíso «1492»
- 1998 Cristiandad
- 1998 Hispania
- 1999 Fortaleza

### Pasdoble
- 1992 Peña la Fusa
- 1993 Alma de fiesta
- 1993 Toni López "El Nabo"
- 1994 Mari Virtu
- 1994 Sueño galaico
- 1997 75 Aniversario des los andaluces
- 1997 Florencio Guerra, pasodoble
- 1997 Onil, 350 aniversario
- 1998 Paco Cortés
- 1999 Cargos festeros Villena 2000
- 1999 José Martínez "el guti"
- 1999 Vergatines de Villena
- 2000 75 Aniversario de la comparsa labradores
- 2000 Juan Carlos y Cristian Serra Micó
- 2001 Paco Urrea
- Letur

### Música Coral
- 2002 Siepre contigo
- 2003 Alma de navidad
- 2003 El bueno de Noé
- 2003 El mundo de Setel

### Altres composicions
- 1990 Quarteto romanza
- 1991 Bodas de oro
- 1991 Al calor de la lumbre
- 1991 Quarteto no. 2 en Re mayor
- 1993 Canto a Biar
- 1995 Saxophon march
- 1996 Aleluya
- 1996 A la virgen de las virtudes
- 1997 Nosotros
- 1997 El reloj
- 1987 Días de verano
- 1998 El Cristo del Calvario, marcha procesional
- 1998 Música para una coronación
- 2010 La Conversión de Villena